# Natasha Mack
Natasha Mack (ur. 3 listopada 1997 w Lufkin) – amerykańska koszykarka, występująca na pozycjach silnej skrzydłowej lub środkowej, obecnie zawodniczka Polskiego Cukru AZS-UMCS Lublin.
22 lipca 2022 przedłużyła umowę z zespołem AZS-UMCS.

## Osiągnięcia
Stan na 20 kwietnia 2023, na podstawie, o ile nie zaznaczono inaczej.

### NJCAA
- Uczestniczka rozgrywek NJCAA Sweet 16 (2019)
- Zawodniczka roku NJCAA (2019)
- Debiutantka roku regionu XIV NJCAA (2018)
- Zaliczona do I składu All-America (2018, 2019)
- MVP kolejki NJCAA (2017/2018 – 2x)
- Liderka NJCAA w liczbie:
  - punktów (2019 – 791)
  - bloków (2019 – 180)

### NCAA
- Uczestniczka turnieju NCAA (2021)
- Defensywna zawodniczka roku:
  - NCAA (2021 według WBCA, kapituły Naimistha)[6]
  - konferencji Big 12 (2021)
- Najlepsza nowo-przybyła zawodniczka Big 12 (2020)
- Zaliczona do:
  - I składu:
    - Big 12 (2021)
    - turnieju Big 12 (2021)
    - defensywnego Big 12 (2020, 2021)

  - II składu:
    - Big 12 (2020)
    - All-American (2021 przez ESPN, Sports Illustrated)

  - III składu All-American (2021 przez USBWA, Associated Press)
  - honorable mention All-American (2021 przez WBCA)

### Drużynowe
- Mistrzyni Polski (2023)[7]
- Wicemistrzyni Polski (2022)[8]
- Uczestniczka rozgrywek Eurocup (2021/2022)

### Indywidualne
(* – nagrody przyznane przez portal eurobasket.com)
- Najlepsza skrzydłowa EBLK (2022)*
- MVP kolejki EBLK (20 – 2021/2022, 7 – 2022/2023)[9][10]
- Zaliczona do:
  - I składu:
    - EBLK (2022)[11]
    - najlepszych zawodniczek zagranicznych EBLK (2022)*
    - kolejki EBLK (5, 6, 7, 15, 19, 20, 21 – 2021/2022, 1, 2, 3, 6, 7, 9, 10, 12, 18 – 2022/2023)[12][13][14][15][16][17][18][19][20][21][22][23][24][25][26][27]

  - II składu Eurocup (2022)*
- Liderka:
  - Eurocup w blokach (2022 – 2, 2023 – 3,1)[28][29]
  - całego sezonu (włącznie z play-off) EBLK w średniej zbiórek (2023 – 10,8)[30]
  - w blokach EBLK (2022 – 2,75)[30]